# Riddick (película)
Riddick es una película de ciencia ficción protagonizada por Vin Diesel retomando su papel como Richard B. Riddick. Es la tercera entrega de la saga Las crónicas de Riddick, tras Pitch Black y The Chronicles of Riddick, y fue escrita y dirigida por David Twohy, al igual que sus predecesoras. La película fue estrenada el 4 de septiembre de 2013 en el Reino Unido y el 6 de septiembre del mismo año en los Estados Unidos.

## Argumento
Cinco años después de ser coronado Mariscal, Riddick se encuentra cada vez más incómodo en su papel de Lord Mariscal de la flota de Necróferos. Su negativa a jurar por la fe Necrófera y detener la procesión de la flota al Subuniverso ha causado disensión entre sus súbditos. Riddick llega a un acuerdo con el Comandante Vaako, este le revelará la ubicación del planeta Furya para que una nave lo lleve allí; a cambio, Vaako se convertirá en el nuevo Lord Mariscal. Liderados por el ayudante de Vaako, Krone, Riddick y un grupo de Necróferos llegan a un planeta desolado. Reconociendo que no es Furya, Riddick mata a la mayor parte de su escolta cuando esta intenta asesinarlo. En medio del caos, Krone causa un alud y entierra vivo a Riddick.
Al salir de los escombros con una pierna fracturada, Riddick logra entablillar su lesión y defenderse a duras penas de los depredadores nativos: una especie de buitre, enjambres de especies de víboras acuáticas y manadas de especies de dingos. Necesitando tiempo para sanar, Riddick se esconde dentro de unas ruinas abandonadas. En su soledad se recrimina el haber caído en lo que debería ser una trampa demasiado obvia y con vergüenza reconoce que mientras gobernaba a los necróferos ellos lograron algo que para él es peor que la muerte: lo civilizaron, se había vuelto débil y confiado y esa había sido la causa de su estado actual. Decidido a volver nuevamente a ser el depredador inclemente de antaño, se entrega a la vida salvaje de ese planeta, cazando y peleando para sobrevivir en ese ambiente extremadamente hostil hasta que en poco tiempo vuelve a ser tan fuerte y peligroso como antes.
Explorando el páramo desierto, Riddick comprueba que es un espacio cerrado y limitado naturalmente por accidentes geográficos, pero descubre una gran sabana más allá de algunos acantilados rocosos, sin embargo, el único paso está custodiado por venenosas criaturas como escorpiones llamados "demonios de barro", que habitan en varios estanques de barro y agua. Un día encuentra una camada de dingos muertos excepto por un cachorro débil por el hambre, que decide llevarse para planear como salir a la sabana. Tras extraer el veneno a algunas crías de las serpientes de barro lo prueba con el dingo descubriendo que en bajas dosis solo paraliza, por lo que comienza diariamente a inocularse bajas dosis de veneno. A medida que acumula inmunidad Riddick improvisa armas cuerpo a cuerpo, mientras cría al cachorro. Los dos finalmente logran derrotar a los demonios de barro y llegar a la sabana. 
Tiempo después Riddick vive una vida primitiva pero tranquila junto al dingo, que ahora se ha convertido en un feroz pero amable mastín y fiel compañero del furyano. Un día el dingo alerta a Riddick de una amenaza que se mueve bajo un enorme frente de mal tiempo que llegara a la sabana en poco tiempo. Pronto Riddick se da cuenta de que los demonios de barro, a pesar de que necesitan humedad para vivir ya que deben mantener su piel húmeda en todo momento para sobrevivir, están enterrados hibernando bajo tierra a lo largo de todo el planeta y el conjunto masivo de tormentas que se aproxima está provocando que un sinnúmero de ellos despierte. Sintiendo la necesidad de salir fuera de este mundo, Riddick activa una baliza de emergencia en una estación de mercenarios vacía, que transmite su identidad y presencia en el planeta.
Dos naves llegan con prontitud en respuesta a la señal de la baliza, la primera de un grupo de cazarrecompensas de baja estofa dirigido por un hombre violento e inestable llamado Santana, y la otra con un equipo de mercenarios profesionales mejor equipado y dirigido por un hombre llamado Johns. Riddick les deja un mensaje con sangre prometiendo la muerte a todos los mercenarios a menos que le dejen una de sus naves y salgan del planeta en la otra. Rubio, Núñez y Falco, del grupo de mercenarios de Santana, mueren durante la primera noche, forzando al reacio Santana a cooperar con Johns. Riddick después logra robar nodos de energía de sendas naves de los equipos y luego se acerca a Johns y Santana para llegar a un acuerdo para su regreso. Durante la negociación, Riddick les advierte de que cuando lleguen las tormentas, que marcan el plazo, desearían no estar ahí (por la llegada de cientos de demonios de barro) por lo que les insta a aceptar su trato: les dará uno de los nodos si se van todos en una nave dejándole la otra a él. Sin embargo, la conversación termina siendo una emboscada. En un esfuerzo por defender a su amo, el dingo alienígena de Riddick ataca brutalmente a Santana cuando este intenta matar a Riddick con una pistola que había escondido, pero éste dispara 2 veces en la garganta a la mascota de Riddick matando al animal. Cuando Riddick se vuelve a recoger las armas que previamente había soltado para la conversación en un intento de salvar a su mascota, Johns ordena a su segunda al mando, Dahl, disparar a Riddick con fuertes tranquilizantes, quien tras una dosis cuádruple solo puede ver impotente como su amigo muere.
De vuelta en la estación de mercenarios, Johns interroga a Riddick sobre el destino final de su hijo, William J. Johns revelando que su intención no es obtener la recompensa sino esclarecer cómo murió y de qué manera estuvo Riddick involucrado en ello. Cuando las tormentas finalmente llegan a la estación la tierra se humedece lo suficiente para que un gran número de demonios de barro que hibernan bajo el suelo despierten y emerjan del fango asediando la estación, matando a Lockspur y Moss. Johns acepta liberar a Riddick con el fin de localizar los nodos de energía que tiene ocultos. Santana lo detiene e intenta matar a Riddick que vale por la recompensa el doble muerto que vivo. Riddick, atado y usando solo sus pies, decapita a Santana haciendo que por el corte su cabeza caiga a la caja donde el cazarrecompensas planeaba guardar la suya, manteniendo así su promesa de matarlo con este método en menos de cinco segundos y vengar así la muerte de su mascota.
A continuación, se abren camino a la nave que alberga tres motonaves. En ellas Johns, Díaz y Riddick marchan juntos con la misión de recuperar los nodos de energía. Durante su viaje, Díaz golpea la moto de Johns por el costado con la intención de dejarlo abandonado entre las criaturas, lo que le hace chocar, pero es recogido por Riddick en su moto. Al llegar a los nodos de energía, Riddick revela a Johns la adicción de su hijo a la morfina y el intento cobarde por parte de este de sacrificar a Jack como "cebo" para huir de los biorraptores que los perseguían cuando se estrellaron en Hades diez años atrás; aunque Johns se muestra escéptico ante semejante descripción de su hijo, el furyano señala que, a pesar de lo rudo y hábil que era, su defecto siempre fue que sucumbía a la presión en los momentos cruciales; tras esto se pregunta si el padre también sucumbiría de la misma forma o demostraría ser mejor en una situación crítica. Con ambos así distraídos, Díaz intenta matar a Riddick y Johns y, aunque el furyano logra asesinarlo, los disparos del cazarrecompensas moribundo averían el único vehículo que aun quedaba operativo (pues Díaz había saboteado previamente el otro).
Riddick y Johns deciden cargar con los nodos y regresar a pie, defendiéndose de una horda interminable de demonios camino a la estación. En medio de la lucha, Riddick es gravemente herido, momento que aprovecha Johns para tomar ambos nodos y huir. Después de cauterizar su herida, Riddick comienza una batalla aparentemente inútil contra los demonios que avanzan. Justo cuando parece que está a punto de sucumbir, Johns llega en una de las naves y dispara a las criaturas mientras Dahl desciende para rescatar a Riddick. 
Al día siguiente Riddick, toma la otra nave y despega. Mientras vuela lejos del planeta, es detenido por Johns en la otra nave, que le pregunta a dónde irá, pero lo piensa mejor y decide no querer saberlo. Riddick alaba a Johns por demostrar ser un hombre mejor que su hijo y se aleja en el espacio profundo tras comentar al cazador que se dedicará a buscar su mundo de origen.
En las escenas poscréditos aparece Riddick ante Krone, exigiendo saber el paradero de Vaako, pero este le dice que está en un viaje en busca de transcender y Riddidk termina matándolo. Luego se dirige hacia la ventana de la nave viendo el espacio y termina la escena.

## Elenco
- Vin Diesel - Riddick
- Jordi Mollà - Santana
- Matt Nable - Boss Johns
- Katee Sackhoff - Dahl
- Dave Bautista - Díaz
- Bokeem Woodbine - Moss
- Nolan Gerard Funk - Luna
- Raoul Trujillo - Lockspur
- Karl Urban - Vaako
- Noah Danby - Nunez
- Neil Napier - Rubio
- Andreas Apergis - Krone